# Anihilacjonizm
Anihilacjonizm – doktryna w niektórych wyznaniach chrześcijańskich, według której dusze grzeszników są unicestwiane, a nie poddawane wiecznym mękom w piekle.
Korzenie współczesnego anihilacjonizmu tkwią w adwentystycznej gałęzi protestantyzmu. Przyjmują go wszyscy współcześni adwentyści, w tym Adwentyści Dnia Siódmego. Przedstawicielami anihilacjonizmu są również Chrześcijanie Dnia Sobotniego. Pogląd ten przyjmują branhamiści i niektóre pomniejsze wspólnoty pentekostalne. Ponadto naukę anihilacjonistyczną przyjmuje wiele wyznań restoracjonistycznych, m.in. Świadkowie Jehowy.
Zasadniczo można się spotkać z dwiema wersjami tej doktryny. Różnią się one między sobą interpretacją znaczenia biblijnego słowa gehenna:
- według pierwszej grupy wyznań (Adwentyści Dnia Siódmego) – gehenna oznacza rzeczywiste piekło, a dokładnie jezioro ognia, które ma jednak zaistnieć tylko na krótki czas podczas Sądu Ostatecznego (nie istnieje obecnie); ów ogień piekielny, zamiast męczyć w nieskończoność grzeszników (w tym szatana i jego aniołów), ma ich uśmiercić poprzez doszczętne spalenie i jednocześnie oczyścić Ziemię z jakiegokolwiek przejawu grzechu[2][3];
- według drugiej grupy wyznań (Świadkowie Jehowy) – gehenna oznacza po prostu brak nadziei na zmartwychwstanie dla nieprawych, niegodziwców, złoczyńców, występnych; ludzie tacy dożywają końca i „wracają do prochu” bez jakiejkolwiek nadziei na „zmartwychwzbudzenie” – ogień jest jedynie tego symbolem; oznacza to, że żadnego piekła (w sensie miejsca mąk w ogniu) nie ma i nie będzie, a bezbożnych czeka śmierć[4][5] wieczna.

Rozszerzeniem anihilacjonizmu jest kondycjonalizm, czyli nauka o warunkowej nieśmiertelności. Należy jednak podkreślić, iż nie wszyscy anihilacjoniści są kondycjonalistami, anihilacjonizm bowiem odnosi się do losu potępionych po sądzie ostatecznym, zaś nauka o warunkowej nieśmiertelności dotyczy aktualnego stanu dusz ludzkich.